# Frea griseomaculata
Frea griseomaculata är en skalbaggsart som beskrevs av Stefan von Breuning 1935. Frea griseomaculata ingår i släktet Frea och familjen långhorningar. Inga underarter finns listade i Catalogue of Life.